# Linha Shōnan-Shinjuku
A Linha Shonan–Shinjuku (em japonês:  湘南新宿ライン, Shōnan–Shinjuku-Rain?, é uma linha ferroviária da companhia JR East no Japão, iniciada em dezembro de 2001. A linha não possui trilhos exclusivos e opera de forma compartilhada com as Linhas Ryomo, Takasaki, Utsonomiya, Yamanote, Yokosuka, Saikyo e Tokaido. É tratada como um serviço à parte nos mapas das estações. Esse serviço é um dos mais importantes de Tóquio, ligando as províncias de Kanagawa, Saitama, Gunma, Tochigi e Shizuoka à região central de Tóquio. Não confundir com a linha Ueno-Tokyo, que fazem trajetos idênticos à Shonan-Shinjuku. A diferença entre elas está na trajetória dentro de Tóquio, sendo que a Ueno-Tokyo atende às estações de Shinagawa, Shimbashi, Tóquio e Ueno, enquanto a Shonan-Shinjuku atende às estações de Ikebukuro, Ebisu, Shinjuku e Shibuya. Além dessas diferenças, a linha Ueno-Tokyo não serve à linha Yokosuka.